# Adkinsia
Adkinsia – rodzaj amonitów.
Żył w okresie kredy (cenoman).